# Algemene verkiezingen in Cambodja (1951)
De algemene verkiezingen in Cambodja van 1951 vonden op 9 september van dat jaar plaats. De grote winnaar van de verkiezingen was de progressieve Parti démocrate (PD) van Huy Kanthoul. De PD won 54 zetels in de Nationale Vergadering, tien zetels meer dan bij de verkiezingen in 1947. De winst was een opsteker voor de PD, omdat de partij werd tegengewerkt door koning Norodom Sihanouk die in 1949 de partij uit de regering had gezet. De gematigde en monarchistische Parti libéral (PL) van prins Norodom Norindeth (1906-1975) verloor drie zetels t.o.v. de vorige verkiezingen en kwam uit op 18 zetels. De rechts-nationalistische Nord-est victorieux van de krijgsheer Dap Chhuon kreeg 4 zetels, en de eveneens nationalistische Parti de la Rénovation khmère van Lon Nol kreeg twee zetels. De opkomst lag rond de 75%

## Uitslag
| Partij              | Partij              | Zetels | %      |
| ------------------- | ------------------- | ------ | ------ |
|                     | Parti démocrate     | 54     | 44,50  |
|                     | Parti libéral       | 18     | 23,50  |
|                     | Nord-est victorieux | 4      | 10,50  |
|                     | Rénovation khmère   | 2      | 2,00   |
| Totaal              | Totaal              | 78     | 100,00 |
|                     |                     |        |        |
| Opkomst             | Opkomst             | 75,00  | 75,00  |
| Bron: Nohlen et al. |                     |        |        |